# Maria Becker
Maria Becker (Berlijn, 28 januari 1920 – Uster, 5 september 2012) was een Duits-Zwitsers actrice en toneelregisseur.
Maria Becker was de dochter van acteur Theodor Becker en actrice Maria Fein. Vanwege haar joodse afkomst emigreerde Maria Becker en haar moeder na de machtsovername van Hitler naar Oostenrijk. In 1938 na de Anschluss vluchtten ze korte tijd naar Engeland. Na een optreden in Zwitserland  later in 1938 leerde Maria de Zwitserse acteur en regisseur Robert Freitag kennen en bleef sindsdien in Zwitserland. Tijdens de Tweede Wereldoorlog werd ze een van de theatersterren in Zwitserland. Ze speelde vaak rollen van sterke vrouwelijke persoonlijkheden. In 1945 trouwde ze met Freitag, waardoor ze de Zwitserse nationaliteit verkreeg. Samen kreeg het echtpaar drie zonen, onder wie de acteurs Oliver Tobias en Benedict Freitag. Hun derde zoon pleegde zelfmoord op 20-jarige leeftijd. Het echtpaar scheidde na 21 jaar in 1966.
Door haar optredens op het toneel, in films en hoorspelen en op TV verkreeg Maria Becker internationale bekendheid. Bij een breder publiek werd ze bekend door haar rollen in krimi's als Der Alte en Derrick.
Maria Becker stierf op 5 september op 92-jarige leeftijd een natuurlijke dood in haar huis in het Zwitserse Uster.

## Filmografie
- 1940: Dilemma - Ist Dr. Ferrat schuldig?

- 1956: Vor Sonnenuntergang
- 1956: Ercole
- 1958: Jedermann
- 1960: Ein Monat auf dem Lande
- 1960: Emilia Galotti
- 1961: Rosmersholm
- 1961: William Tell
- 1964: König Richard III
- 1965: Der König stirbt
- 1965: Der Kardinal von Spanien
- 1966: Theater und Gesellschaft - Rollenbilder im Wandel der Jahrhunderte: Nora oder Die emanzipierte Frau
- 1968: Auf der Lesebühne der Literarischen Illustrierten: Enthullung
- 1970: Recht oder Unrecht - Prozeß Mariotti
- 1970: Stückgut
- 1971: Kassandra
- 1974: Mary Stuart
- 1976: Die Prinzipalin - Maria Becker: Leben fürs Theater (ZDF-televisieportret)
- 1977: Ein Glas Wasser
- 1980: Liebe bleibt nicht ohne Schmerzen
- 1983: Katzenspiel
- 1990: Wings of Fame
- 1991: Meeting Venus
- 1998: Effis Nacht
- 2007: O mein Papa - Das Leben des Komponisten Paul Burkhard

## Televisieseries
- 1970: Recht oder Unrecht (2 afleveringen)
- 1972: Der Kommissar - Schwester Ignatia
- 1975: Der Kommissar - Ein Mord nach der Uhr
- 1980: Der Alte - Magdalena
- 1981: Der Alte - Bis daß der Tod uns scheidet
- 1991: Der Alte - Der Geburtstag der alten Dame
- 1995: Derrick – Kostloffs Thema
- 1996: Derrick – Ruth und die Mörderwelt
- 1996: Derrick – Bleichröder ist tot
- 1998: Derrick – Herr Kordes braucht eine Million
- 1998: Derrick – Das Abschiedsgeschenk
- 2001: Siska - Das Böse an sich
- 2008: Um Himmels Willen -Weihnachten in Kaltenthal

## Hoorspelen (selectie)
- 1953: Carl Zuckmayer: Ulla Winblad oder Musik und Leben des Carl Michael Bellmann (Charlotte von Schröderheim) – Regie: Walter Ohm (hoorspel – BR/RB/SWF)
- 1955: Rudolf Bayr: Agamemnon muß sterben (Klytämnestra) – Regie: Hans Conrad Fischer (hoorspel – SFB)
- 1956: Heinrich von Kleist: Penthesilea (Penthesilea) – Regie: Wilhelm Semmelroth (hoorspel – WDR)